# Michał Kłos
Michał Kłos (ur. 22 sierpnia 1934 w Dąbrowie Wielkiej) – polski działacz samorządowy i partyjny, w latach 1977–1990 prezydent Sieradza.

## Życiorys
Syn Józefa i Marianny, kształcił się w Wieczorowym Uniwersytecie Marksizmu-Leninizmu. W 1956 wstąpił do Polskiej Zjednoczonej Partii Robotniczej. Był starszym instruktorem i zastępcą członka Komitetu Powiatowego PZPR w Sieradzu, w 1970 objął w nim funkcję sekretarza organizacyjnego. Od 15 czerwca 1977 do 19 czerwca 1990 zajmował stanowisko prezydenta Sieradza.
W III RP kontynuował działalność polityczną w ramach Sojuszu Lewicy Demokratycznej. W 2002 wybrany do rady powiatu sieradzkiego, w kadencji 2002–2006 zajmował stanowisko jego wicestarosty. W 2006 nie kandydował ponownie. Zasiadał w radach nadzorczych spółek komunalnych. Zaangażował się w działalność społeczną jako regionalista, w 1993 został założycielem i fundatorem Fundacji Wspierania Kultury Miasta Sieradza. W 2014 powołany w skład kapituły byłych prezydentów Sieradza, działającej jako organ doradczy.